# Munchŏn
Munch'ŏn est une ville portuaire de la RDPC située dans la province du Kangwŏn.

## Divisions administratives
La commune de Munch'ŏn est composée de seize quartiers (tong) et de quartorze villages (ri).

### Quartiers
- Changbaek (장백동 ; 長白洞)
- Haean (해안동 ; 海岸洞)
- Haebangsan (해방산동)
- Hwangsŏk (황석동 ; 黃石洞)
- Kangch'ŏl (강철동 ; 鋼鐵洞)
- Kap'yŏng (가평동 ; 柯坪洞)
- Koam (고암동 ; 庫岩洞)
- Kwanp'ung (관풍동 ; 館豊洞)
- Munch'ŏn (문천동 ; 文川洞)
- Munp'yŏng (문평동 ; 文坪洞)
- Okpy'ŏng (옥평동 ; 玉坪洞)
- Pukhang (북항동 ; 北港洞)
- Samo (삼오동 ; 三五洞)
- Sinan (신안동 ; 新安洞)
- Sŏngmun (성문동 ; 成文洞)
- Ŭnjŏng (은정동 ; 恩情洞)

### Villages
- Kaŭn (가은리 ; 柯銀里)
- Kyosŏng (교성리 ; 橋城里)
- Namch'ang (남창리 ; 南昌里)
- Pubang (부방리 ; 富方里)
- Ryongjŏng (룡정리 ; 龍井里)
- Ryongt'an (룡탄리 ; 龍灘里)
- Samdong (삼동리 ; 三洞里)
- Samhwa (삼화리 ; 三花里)
- Samil (삼일리 ; 三一里)
- Sinsong (신송리 ; 新松里)
- Sŏkchŏn (석전리 ; 石田里)
- Songjuk (송죽리 ; 松竹里)
- Tapch'on (답촌리 ; 沓村里)
- Tŏkhung (덕흥리 ; 德興里)

## Historique des députations de la circonscription de Munchŏn (471e)
- XIème législature (2003-2009) : Sin An Son (Hangeul:신안선)
- XIIème législature (2009-2014) : Choe Ki Ryong (Hangeul: 최기룡 Hanja:崔基龍)
- XIIIème législature (2014-2019) : Ri Hak Chul (Hangeul: 리학철)